# Plévenon
Plévenon (tiếng Breton: Plevenon) là một xã của tỉnh Côtes-d'Armor, thuộc vùng Bretagne, tây bắc Pháp.
Người dân ở Plévenon được gọi là Plévennais.